# Andersberg, Uppsala kommun
Andersberg är en bebyggelse vid länsväg 282 i Almunge socken i Uppsala kommun. Mellan 2015 och 2020 samt från 2023 avgränsade SCB här en småort.